# Ceratoppia quadridentata
Ceratoppia quadridentata är en kvalsterart som först beskrevs av Haller 1882.  Ceratoppia quadridentata ingår i släktet Ceratoppia och familjen Ceratoppiidae. Inga underarter finns listade i Catalogue of Life.